# Ремптендорф
Ремптендорф (нім. Remptendorf) — громада в Німеччині, розташована в землі Тюрингія. Входить до складу району Заале-Орла.
Площа — 97,32 км2. Населення становить 3333 ос. (станом на 31 грудня 2021).